# لوثيان الشرقية

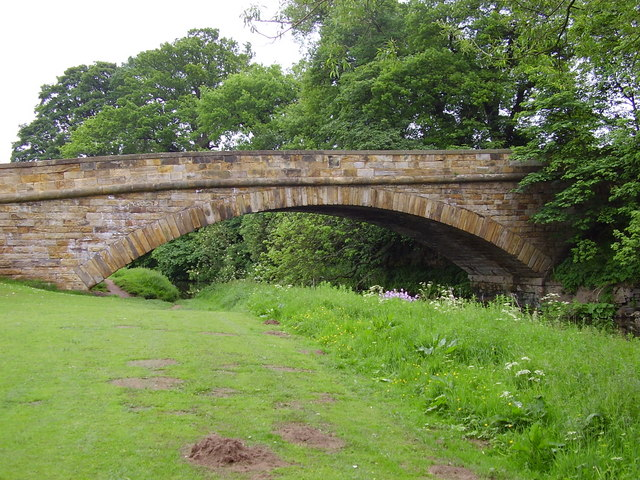
جسر واترلو، هادينبرغ، لوثيان الشرقية

لوثيان الشرقية (بالإنجليزية: East Lothian، وتُلفظ: لوذيان /ˈloʊðiən/، بالإسكتلنديَّة: Eest Lowden)، هي مقاطعة من ال32 مقاطعة في اسكتلندا، والمعروفة أيضًا باسم «هادينغ تونشاير».
تكوّن حدوداً مع مدينة أدنبرة، ميدلوثيان والحدود الاسكتلندية. مركزها الإداري هو هادينغتون، على الرغم من أنها أكبر مدينة في موسيلبيرغ. لوثيان الشرقية أيضاً اسم لدائرة انتخابية، والتي لديها حدود مختلفة عن مقاطعات اسكتلندا.

## معرض صور

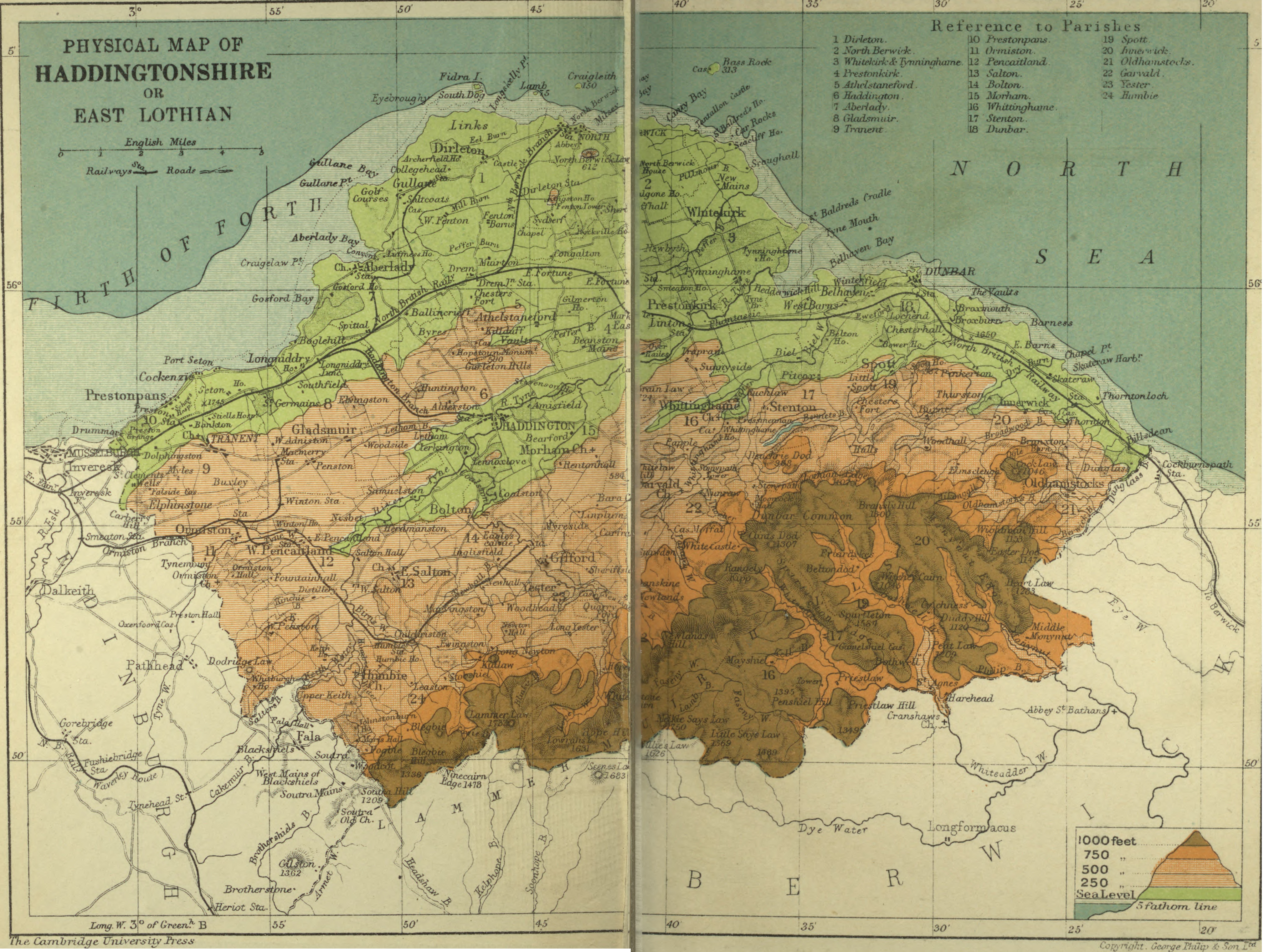
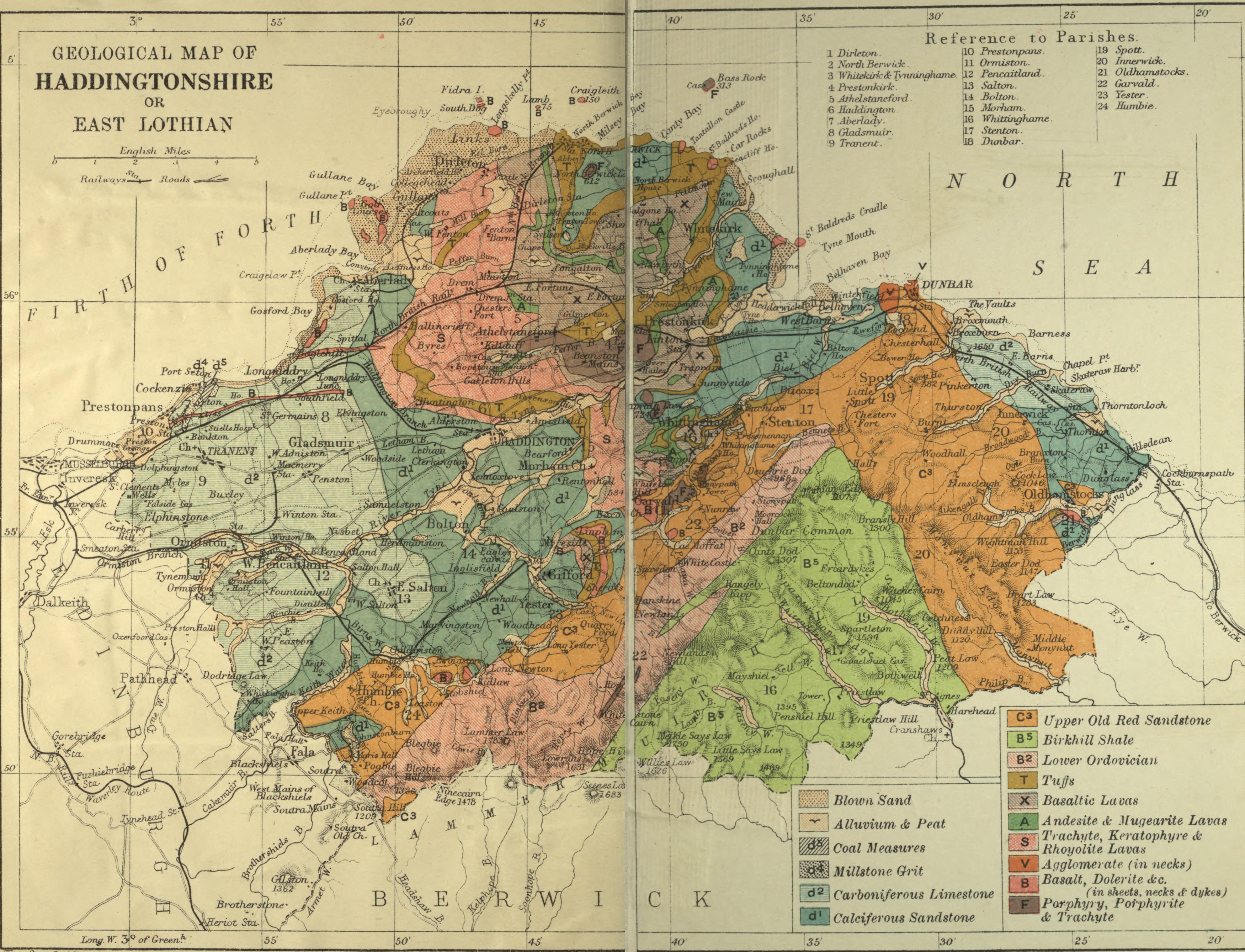
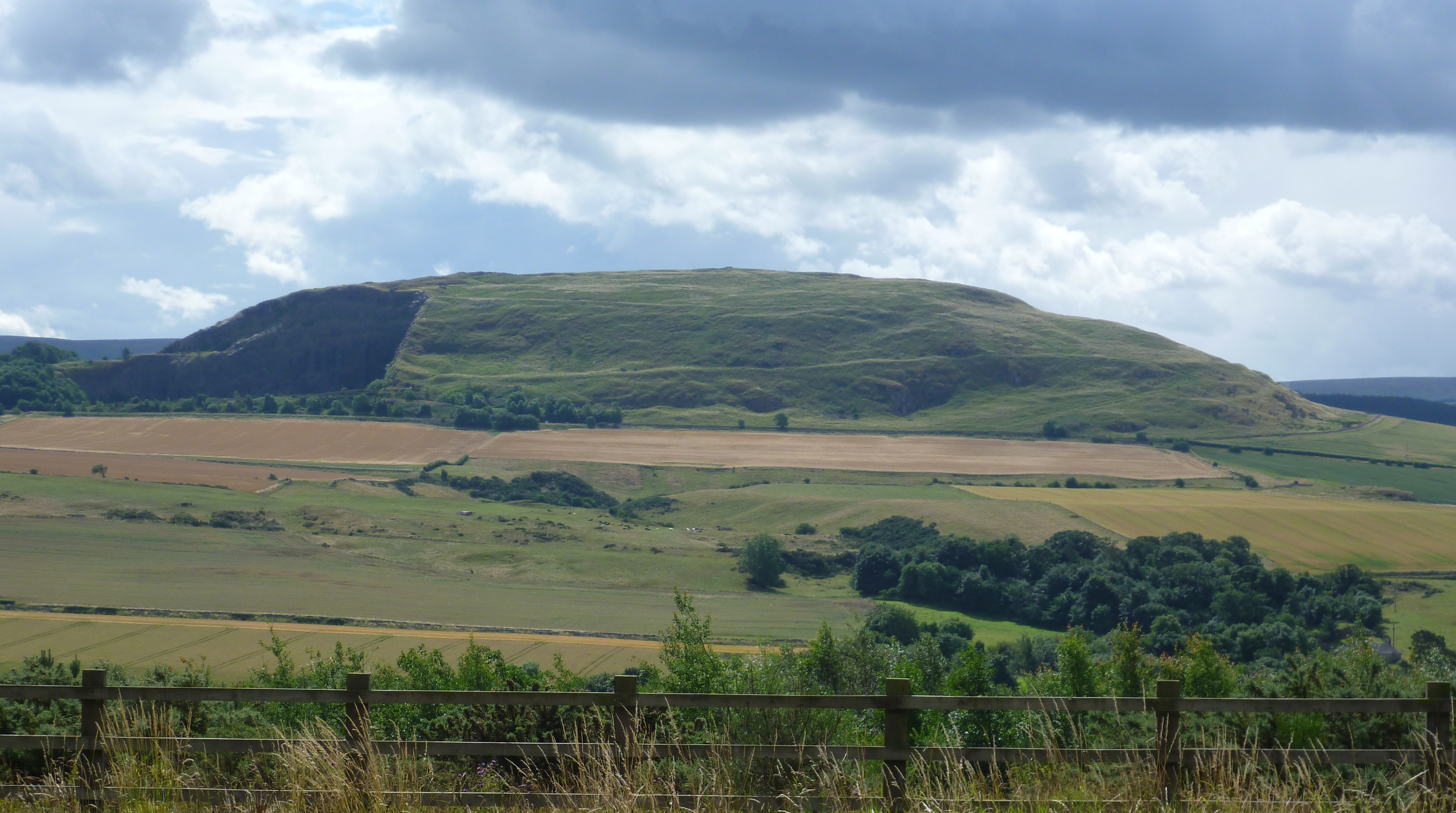
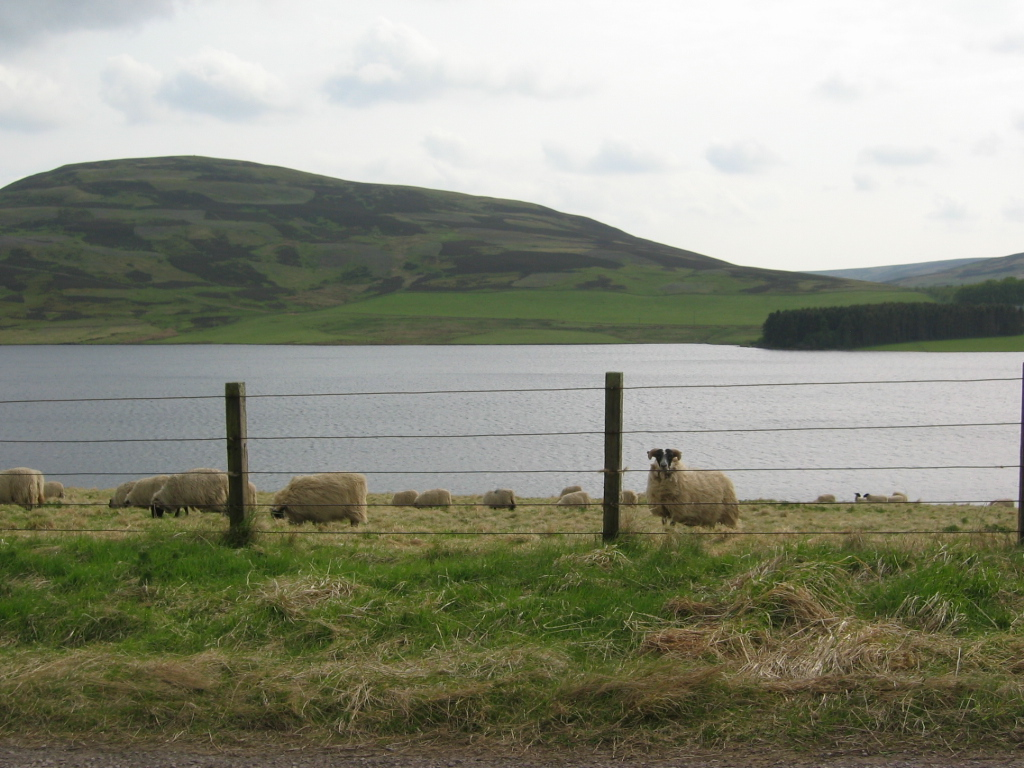
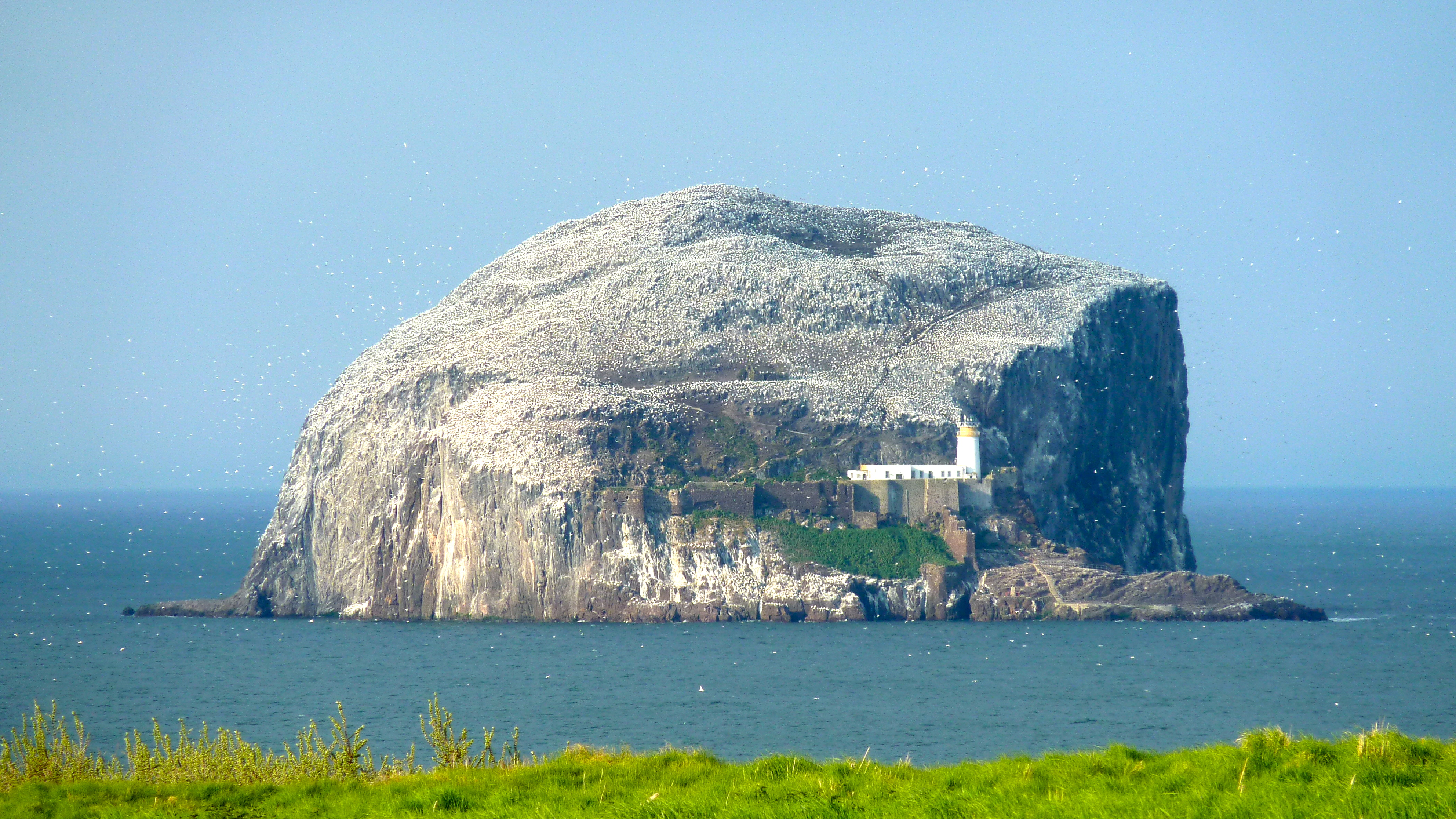

## توأمة
للوثيان الشرقية اتفاقيات توأمة مع:
- بارجا

## أعلام
- روبرت بروس
- روبرت بلير
- سوني بين
- روبرت هاميلتون
- روبرت وايت